# Konami Bemani System 573 Analog
Konami Bemani System 573 Analog es una placa de arcade creada por Konami destinada a los salones arcade.

## Descripción
El Konami Bemani System 573 Analog fue lanzada por Konami en 1998. Esta placa está basada en la Konami System 573, que a su vez está basada en la consola PlayStation.
El sistema posee un procesador R3000A de 32 bit RISC a 33.8688MHz, y el audio lo gestionaba el Playstation SPU.
En esta placa funcionaron 11 títulos.

## Especificaciones técnicas

### Procesador
- R3000A 32 bit RISC processor, Clock - 33.8688MHz, Operating performance - 30 MIPS, Instruction Cache - 4KB 
  - BUS : 132 MB/sec.
  - OS ROM : 512 Kilobytes

### Audio
Chip de sonido
- - Playstation SPU, 24 Channels, 44.1KHz sample rate, PCM audio source, Digital effects include: Envelope, Looping, Digital Reverb, Load up to 512K of sampled waveforms, Supports MIDI Instruments.

### Memoria Ram
- 2 Mb.

### Tarjeta gráfica
- 360,000 polígonos/s, dibujado sprite/BG , frame buffer ajustable, No line restriction, 4,000 8x8 pixel sprites con escala y rotación individual , fondos simultáneos (Parallax scrolling).
  - Efectos de Sprite: Rotation, Scaling up/down, Warping, Transparency, Fading, Priority, Vertical and horizontal line scroll.
  - 16.7 million colors, Unlimited CLUTs (Color Look-Up Tables).
  - otros: custom geometry engine, custom polygon engine, MJPEG decoder.

### Video
- Resolución 256x224 - 740x480 pixeles

## Lista de videojuegos
- Dance Dance Revolution (Versión 1)
- Dance Dance Revolution (US Ver.)
- Dance Dance Revolution 1.5 (Internet Ranking)
- Dance Dance Revolution 2ndMIX
- Dance Dance Revolution 2nd Mix Link Version
- Dance Dance Revolution Club Version
- Dance Dance Revolution Kids
- Dancing Stage
- Dancing Stage Featuring True Kiss Destination
- Guitar Freaks
- Guitar Freaks 2nd Mix